# Lista över svenska monitorer

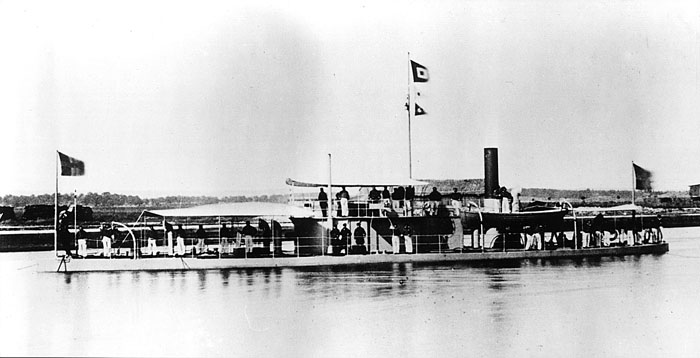
Monitoren Sölve, sjösatt 1875.

Denna lista över svenska monitorer är en förteckning över samtliga monitorer (från 1895 benämnda 2. och 3. klass pansarbåtar) som tillhört svenska flottan mellan 1865 och 1922.

## Fartygen

### John Ericsson-klass
- John Ericsson (1865)
- Tordön (1865)
- Tirfing (1866)
- Loke (1869)

### Garmer-klass
- Garmer (1867)

### Sköld-klass
- Sköld (1868)
- Fenris (1871)

### Hildur-klass
- Hildur (1871)
- Gerda (1871)
- Ulf (1873)
- Björn (1873)
- Berserk (1874)
- Sölve (1874)
- Folke (1875)